# Verdrag tot oprichting van het Europees Stabiliteitsmechanisme

Lidstaten van de Eurozone (blauw), overige lidstaten van de EU (rood)

Het Verdrag tot oprichting van het Europees Stabiliteitsmechanisme is een overeenkomst tussen de lidstaten van de eurozone betreffende de oprichting van het Europees Stabiliteitsmechanisme. Het ESM is een internationale organisatie met als belangrijkste functie het verschaffen van financiële steun aan lidstaten in financiële moeilijkheden. Het hoofdkantoor is gevestigd in Luxemburg. Het ESM mag tot 500 miljard euro aan leningen uitgeven. 
De organisatie verving twee tijdelijke EU-steunprogramma's: de Europese Financiële Stabiliteitsfaciliteit (EFSF) en het Europees Financieel Stabiliteitsmechanisme (EFSM). Alle nieuwe bailouts binnen de Eurozone zullen worden gefaciliteerd door de ESM. De EFSF en het EFSM blijven verantwoordelijk voor de geldoverdrachten en het programmamanagement van de bailouts die voor 2012 plaatsvonden. (Griekenland, Ierland en Portugal)
Het verdrag benadrukte dat de organisatie zou worden opgericht als de lidstaten (die 90% van het originele kapitaal van de organisatie vertegenwoordigen) het stichtingsverdrag zouden ratificeren. Duitsland was het laatste land binnen de Eurozone dat het verdrag op 27 september 2012 ratificeerde. Op diezelfde dag trad het verdrag in werking. Het ESM begon zijn werkzaamheden op 8 oktober 2012. Een onafhankelijk verdrag, dat een aanpassing van artikel 136 van het Verdrag betreffende de werking van de Europese Unie voorzag, moest op 1 januari 2013 in werking treden. Dit verdrag moest de oprichting van de ESM goedkeuren binnen het recht van de EU. Het werd echter pas op 23 april 2013 geratificeerd door Tsjechië en zodoende kon het verdrag pas op 1 mei 2013 effectief worden.

## Geschiedenis
Als een reactie op de Europese staatsschuldencrisis voelden veel politici zich genoodzaakt om het functioneren van de Eurozone aan te passen. Deze noodzaak resulteerde in de oprichting van leningmechanismen (door de media vaak bailouts genoemd): de Europese Financiële Stabiliteitsfaciliteit voor lidstaten van de Eurozone en het Europees Financieel Stabiliteitsmechanisme voor alle EU-lidstaten. Deze organisaties verschaften in samenwerking met het Internationaal Monetair Fonds leningen aan landen in financiële problemen. De Europese Centrale Bank is de derde speler in de zogenoemde 'Europese trojka', omdat de centrale bank leningen kan verschaffen aan nationale banken. Echter, het EFSF was bedoeld als een tijdelijke maatregel.
Het bestaan van het ESFM werd erkend onder Artikel 122 van het Verdrag betreffende de werking van de Europese Unie. Artikel 122 stipuleerde dat alleen staten die werden geconfronteerd door "zware moeilijkheden veroorzaakt door natuurlijke rampen of exceptionele ontwikkelingen buiten de controle van de staat" konden in aanmerking komen voor het ESFM. De staten die aanspraak wilden maken op het fonds hadden echter een rol gespeeld in het veroorzaken van de financiële problemen en zodoende was het niet duidelijk of de bepaling bevredigend was. Daarnaast waren er argumenten dat het EFSF, een organisatie opgericht als een intergouvernementele organisatie buiten het kader van het EU recht, onverenigbaar was met de "geen bail-out"-provisies van artikel 125.

## Basis van het verdrag
In artikel 125 van het VWEU stond dat er geen bailouts mochten plaatsvinden. Om dit probleem op te lossen vond de Duitse overheid dat een amendement van het verdrag noodzakelijk was. Diverse landen waren tegen heropening van de verdragen, omdat men de moeilijkheden over de ratificatie van het Verdrag van Lissabon niet nog eens wilden ervaren. Daarnaast wilde het Verenigd Koninkrijk geen nieuwe veranderingen. In oktober 2010 besloot de Europese Raad echter, na de goedkeuring van de Franse president Nicolas Sarkozy, om een beperkte aanpassing aan te brengen. Deze aanpassing moest een permanent mechanisme voor leningen mogelijk maken. Het voorstel zou intergouvernementeel worden onderhandeld tussen de EU-lidstaten en zou niet onder het EU kader vallen. Het amendement van artikel 136 van het Verdrag betreffende de werking van de Europese Unie werd op 16 december 2010 door de Europese Raad goedgekeurd en luidde als volgt:
De lidstaten die gebruikmaken van de euro mogen een stabiliteitsmechanisme oprichten die men kan activeren als een beveiliging voor de stabiliteit van de gehele Eurozone. Het toekennen van financiële assistentie onder het mechanisme zal worden onderworpen aan strikte condities.
Het Europees Stabiliteitsmechanisme kende een intergouvernementeel karakter. De eenvoudige verdragsherziening leidde niet tot een uitbreiding van de politiek macht van de EU. De herziening was niet bevredigend voor Duitsland. Het verdrag was enkel eenvoudig gebleven om een snel ratificatieproces te voorzien, waarbij het uitschrijven van referenda achterwege werd gelaten. Het Stabiliteitsmechanisme trad in werking in juli 2012.
In maart 2011 kreeg de verdragsherziening de goedkeuring van het Europees Parlement. Een voorwaarde voor de goedkeuring van het parlement was de verzekering dat de Europese Commissie een essentiële rol zou gaan spelen in het besturen van het ESM. Het parlement bekritiseerde de Europese Raad voor het feit dat ze niet meer waren betrokken bij de verdragsherziening. Op 25 maart 2011 werd het herziene verdrag ondertekend door alle 27 lidstaten van de EU.
Een afzonderlijk verdrag tussen de staten binnen de Eurozone, het Verdrag betreffende de oprichting van het Europees Stabiliteitsmechanisme, werd ook overeengekomen. Het verdrag leidde tot de oprichting van het ESM en beschreef gedetailleerd hoe het nieuwe instituut moest opereren. Formeel gezien werden er twee verdragen met deze titel ondertekend: één op 11 juli 2011 en een andere op 2 februari 2012. Het eerste verdrag bleek niet substantieel genoeg en het tweede verdrag werd geproduceerd om "het meer effectief te maken.". 
Het ESM was gecreëerd op een zodanige manier dat het volledig verenigbaar zou zijn met het bestaande EU recht. De versie van het verdrag uit februari 2012 werd ondertekend door alle leden van de Eurozone en zou halverwege 2012 in werking treden. Op dat moment zouden de EFSF en het EFSM niet langer meer effectief zijn. Het verdrag werd alleen ondertekend door de lidstaten van de Eurozone, omdat het Verenigd Koninkrijk niet akkoord ging met verdere fiscale integratie.